# Varianti della briscola
Le varianti del gioco della briscola sono numerose, per lo più locali. Sebbene molte varianti siano delle semplici modifiche alle regole generali, altre varianti più complesse modificano sostanzialmente il gioco.
La principale variante della briscola semplice è quella detta a chiamata, in cui si gioca in cinque o più e che possiede anch'essa numerose varianti. Esistono però anche varianti della normale briscola in due.
Una legge fondamentale della briscola a chiamata, detta anche briscolone, consiste nell'affermare che chi ha il 10, chiamato re, ha automaticamente anche il due.

## Briscola a chiamata
La briscola "a chiamata", giocata solitamente in cinque, è definita in questo modo perché le squadre non sono prestabilite: il gioco è preceduto da una fase "di chiamata" nella quale vengono definite le squadre (si gioca tre contro due) e il seme di briscola con un meccanismo simile a quello della licitazione nel bridge.

### Briscola a chiamata semplice
Conosciuta con diversi nomi (per citarne alcuni: Briscolone, Briscola in cinque, Bastarda, Briscola bugiarda, Briscola pazza, Giaguaro, Macaco furbetto, due o Quintilio) si gioca in cinque.
Si distribuiscono tutte le 40 carte senza determinare inizialmente alcuna squadra: ciascun giocatore ha quindi 8 carte e non è presente alcuna briscola scoperta sul tavolo.
Il primo giocatore di turno dichiara o chiama una carta, cioè chiede una carta di rinforzo per la propria mano specificandone il valore, ma non il seme: così facendo si impegna a raggiungere 61 punti giocando (per quella mano, al termine della dichiarazione) in coppia col detentore della carta di rinforzo, contro gli altri tre (avendo peraltro il vantaggio di determinare la briscola).
Inizia la dichiarazione il giocatore a destra del mazziere che può o chiamare una carta o passare, e quindi rinunciare a chiamate successive. I giocatori successivi, fino al mazziere, devono a loro volta passare o chiamare una carta purché inferiore all'ultima carta chiamata. L'ordine delle carte è quello della briscola normale: Asso, Tre, Re, Cavallo, Fante, Sette, Sei, Cinque, Quattro, Due. Se due o più giocatori hanno chiamato, si effettua un altro giro tra tutti coloro che non hanno passato al giro precedente e così via finché non ne rimane uno solo.
Qualora un giocatore chiami il 2 i giocatori successivi possono rilanciare solo chiamando a loro volta il 2 o, nel caso in cui si abbia in mano il 2 del seme che si vuole chiamare, è consentito chiamare la carta con il valore più basso non in proprio possesso, facendo così una chiamata "obbligata" (ad esempio se si hanno in mano il 2 e il 4 si potrà chiamare il 5 obbligato), incrementando però il numero di punti minimo che la coppia costituita dal chiamante e dal socio si impegna a raggiungere per vincere, purché superiore al numero di punti precedentemente chiamato. In caso di chiamata al due il rilancio parte da 62. Se il rilancio supera i 70 punti (a 71), i punti assegnati a vincitori e perdenti verranno raddoppiati; se supera gli 81 punti, verranno triplicati, e così' via.
Alla fine della chiamata il giocatore che chiama la carta più bassa (o, in caso di chiamata al 2, il valore più alto), dichiara il seme della carta da lui chiamata, che diventa briscola.
Ulteriore possibilità di chiamata è il solo; questa chiamata interrompe la dichiarazione: il dichiarante si impegna a raggiungere almeno 61 punti da solo e la mano verrà giocata senza briscola. Questo tipo di chiamata viene anche detta a carichi. Nella chiamata a carichi il chiamante dunque gioca contro gli altri quattro e nessun seme è briscola. Cominciato il giro secondo le regole di inizio, la particolarità del gioco a carichi è che, dopo che la prima carta di ogni mano è stata giocata, ogni giocatore è obbligato a giocare lo stesso seme della prima carta la quale ‘comanda la mano’. Può giocare la carta che vuole solo se non ha carte del seme che comanda la mano. 
In alcune varianti del gioco la chiamata avviene diversamente
- se si gioca con la chiamata buia il seme di briscola viene reso noto solo alla fine della prima mano.
- se invece si pratica la chiamata a punti la dichiarazione riguarda solo il punteggio da raggiungere per vincere; la carta e il seme che andranno a determinare squadre e briscola saranno dichiarati solo all'inizio dalla smazzata.

Chi possiede la carta scelta giocherà come compagno del dichiarante (chiamato anche amico del giaguaro o socio), generalmente senza rivelare la propria identità fino al momento in cui la carta chiamata viene giocata. È generalmente ammessa la pratica di chiamarsi in mano ovvero di dichiarare una carta posseduta da se stessi, in tal caso si gioca in uno contro quattro. Nel caso in cui il chiamante abbia il due in mano e non voglia chiamarsi in mano spesso è accettata la chiamata al 4 obbligato. In questo caso mentre gli avversari chiamano al 2 al rialzo, l'interessato può chiamare al 4 obbligato e partecipare anche lui al rialzo dei punti.
Le regole del gioco sono identiche a quelle della briscola.
Al termine delle otto mani, si sommano i punti delle carte possedute dal chiamante e dal socio, che vincono se hanno rispettato il contratto (ovvero, se non ci sono stati rilanci nel punteggio, se hanno totalizzato almeno 60 punti - in caso di patta si premia il chiamante, anche se esiste la variante per la quale il dichiarante deve superare la soglia di punti dichiarata).
Se il dichiarante e il suo compagno hanno vinto, segnano rispettivamente +2 e +1 punti, mentre gli altri segnano -1 punti. In caso di sconfitta il chiamante segna -2, il socio -1 e gli avversari +1.
Se un giocatore si chiama in mano o chiama i carichi, vincendo (o perdendo) guadagnerà (o perderà) 4 punti, mentre il guadagno o la perdita dei quattro avversari resta di +1 o -1 in caso di vittoria o sconfitta.
In caso di cappotto (ovvero totalizzando 120 punti) i punti persi o guadagnati si raddoppiano.
Nonostante la peculiarità e probabilmente il fascino di questo gioco originino anche dal fatto di giocare in 5, esiste tuttavia la possibilità di giocare con un numero di giocatori diverso. È possibile ad esempio giocare in sei (in questo caso il giocatore che distribuisce le carte, ovvero ‘di mazzo’, non partecipa alla mano) oppure in sette (in questo caso il giocatore che distribuisce le carte, più il precedente non partecipano alla mano) oppure in quattro o tre persone (in questo caso con l'introduzione di uno o due giocatori fittizi, di cui vengono girate le carte casualmente). Inoltre se, nella versione classica della ‘Briscola chiamata semplice’, dopo la chiamata, non è possibile parlare o fare ammiccamenti, esiste comunque una variante in cui è possibile dire qualsiasi cosa purché non si mostrino le proprie carte (a parte ovviamente quella giocata al proprio turno).

### Briscola a chiamata "subito al Due"
Come la briscola a chiamata, ma l'asta parte chiamando direttamente il Due.

### Variante "gargantua" o "tipo Marianna"
Le stesse regole della briscola a chiamata, ma dopo le prime 4 mani il dichiarante può cambiare briscola, ad esempio da Bastoni a Spade e il socio resta sempre quello.

### Briscola rotonda a nove con chiamata al due subito ma al punto a partire da 61
I giocatori sono 9 e generalmente al tavolo si siedono sempre più di 5 cavalieri. A turno colui che fa le carte e i compagni alla sua sinistra restano esclusi dal gioco (il morto più gli aspettanti). Non si gioca mai in più di cinque e non si gioca mai con 4 giocatori e uno immaginario a carte coperte.
La chiamata:
I giocatori della Briscola Rotonda "chiamano al punto". In questa variante viene prima chiamato il punteggio da raggiungere (iniziando da 61 punti) e poi, una volta aggiudicato il punteggio, il chiamante comunica il segno del due che è l'unica carta che viene chiamata.
Punti:
|           | il chiamante vince punteggio: 60 - 70  | il chiamante perde punteggio: 60-70  | il chiamante vince punteggio:71 - 80 |
| --------- | -------------------------------------- | ------------------------------------ | ------------------------------------ |
| Chiamante | + 4                                    | - 4                                  | + 6                                  |
| Socio     | + 2                                    | - 2                                  | + 3                                  |
| Gli altri | - 2                                    | + 2                                  | - 3                                  |
|           | il chiamante perde punteggio: 71 - 80  | il chiamante vince punteggio: 81-90  | il chiamante perde punteggio:81-90   |
| Chiamante | - 6                                    | + 8                                  | - 8                                  |
| Socio     | - 3                                    | + 4                                  | - 4                                  |
| Gli altri | + 3                                    | -4                                   | + 4                                  |
|           | il chiamante vince punteggio: 91 - 100 | il chiamante perde punteggio: 91-100 |                                      |
| Chiamante | +10                                    | -10                                  |                                      |
| Socio     | + 5                                    | -5                                   |                                      |
| Gli altri | -5                                     | +5                                   |                                      |

In caso di chiamata in mano:
|                 | il chiamante vince punteggio: 61 - 70  | il chiamante perde punteggio: 71 - 80 | il chiamante vince punteggio: 81 - 90 |
| --------------- | -------------------------------------- | ------------------------------------- | ------------------------------------- |
| Chiamante       | + 8                                    | - 8                                   | + 12                                  |
| Altri giocatori | - 2                                    | + 2                                   | - 3                                   |
|                 | il chiamante vince punteggio: 91 - 100 | il chiamante perde punteggio: 91-100  |                                       |
| Chiamante       | + 16                                   | - 16                                  |                                       |
| Gli altri       | - 4                                    | + 4                                   |                                       |

In ogni caso di "cappotto" i punti raddoppiano

### Briscola rotonda dei Cavalieri
Numero di giocatori: 
I cavalieri sono 9 e generalmente al tavolo si siedono sempre più di 5 cavalieri. A turno colui che fa le carte e i compagni alla sua sinistra restano esclusi dal giuoco. Non giocano mai più di cinque cavalieri e non si giova mai "con il morto" (espressione, usata dai cavalieri, per indicare 4 giocatori e uno immaginario a carte coperte). 
La chiamata: 
I cavalieri della Briscola Rotonda "chiamano al punto" e non "alla carta". 
Questa variante è molto significativa: viene prima chiamato il punteggio da raggiungere (si inizia generalmente da 70 punti) e poi, una volta aggiudicato il punteggio, il chiamante comunica la carta e il segno. 
Questa variante permette quindi di chiamare come socio anche un "asso" o un "tre" ma la difficoltà aumenta poiché i punti da raggiungere sono maggiori. Conseguentemente, essendo le chiamate sempre superiori al 70 e spesso sopra l'80, le vittorie e/o sconfitte sono raddoppiate o triplicate

### Briscola Chiamata Pazza o Gingo
Altra variante della Briscola, o meglio della Briscola chiamata 'semplice' (a 5).
L'impostazione è la stessa, ma la fase iniziale prevede un'asta (per una carta che va dall'asso fino al due): in base alle 8 carte in possesso, ciascun giocatore va a dichiarare il punteggio che prevede di raggiungere assieme al compagno.
Il giocatore che si aggiudica l'asta è detto chiamante: decide il seme di briscola, chiama la briscola più alta che non è in suo possesso (eventualmente può chiamare una briscola che ha in mano, ovvero si chiama da solo e se vince raddoppia i punti dichiarati), se il chiamante punta 120 (quindi il massimo dei punti) ha diritto a chiamare due carte, ma dello stesso seme. In questo caso quindi per vincere il chiamante e i chiamati dovranno aggiudicarsi tutte le mani con punti. Al termine dell'asta e della chiamata delle carte il chiamante apre la mano. Se un giocatore ha le 8 carte più alte di un seme (Asso, Tre, Re, Donna, Fante, Sette, Sei, Cinque) la partita non viene disputata in quanto viene a mancare la parte di abilità del gioco.
Detto anche chiamato, è colui che ha la briscola chiamata. Concorre con il chiamante al raggiungimento del punteggio dichiarato da quest'ultimo.
Colui il quale possiede la carta proclamata è detto chiamato o compagno, che senza farsi scoprire dovrà concorrere con il chiamante al raggiungimento del punteggio dichiarato da quest'ultimo.
Nel caso di vittoria del chiamante e del suo compagno questi ottengono i punti dichiarati, mentre gli altri giocatori non hanno diritto ad alcun punteggio.
In caso di sconfitta della coppia chiamante i due giocatori saranno penalizzati dei punti pari alla differenza tra quelli fatti e quelli dichiarati, mentre ognuno degli altri giocatori avrà diritto ai punti complessivamente conquistati.
Il punteggio della partita è la somma delle differenti mani. Una partita può essere scandita da un tempo, dalle 2 alle 4 ore, al termine del quale si sommano i punteggi.
In alcune parti d'Italia (ad esempio la Sicilia), il gioco della briscola pazza viene svolto con 7 carte, eliminando cinque carte del valore più basso (tutti i 2 e un 4 di un seme a piacere)o se si gioca in 6, con 6 carte, eliminando tutti i 2. Subito dopo l'asta (che parte da 81 fino a 118 o 120), si inizia a giocare il primo giro senza alcuna briscola dichiarata dal chiamante. Quando si finisce questo turno, il chiamante dichiara quale carta gli serve per raggiungere il punteggio dichiarato. Dopodiché, il possessore di questa carta diventa il compagno che rimarrà anonimo fino a quando non giocherà la carta dichiarata. Casi particolari: si può verificare il caso che il chiamante con la scesa delle carte nel giro morto può chiamare la briscola più alta anche se essa è già stata lanciata dai giocatori, solo nel caso non ci siano più briscole inferiori da chiamare.

### Briscola Chiamata in 6 con il "monte"
Sempre in Sicilia, in maniera simile, è possibile giocare in 6 persone, 2 contro 4. Si tratta della Briscola in 6 con monte. Ogni giocatore ha 6 carte in mano, e sul tavolo rimangono 4 carte coperte che costituiscono il "monte". Si procede con l'asta, chiamando il punteggio che si crede di potere realizzare, assieme al socio. Colui che vince l'asta, dichiara il seme della Briscola, ma non ancora la carta. A quel punto può prendere le 4 carte del "monte", e sostituirle con 4 carte a sua scelta, nella speranza di trovare ulteriori briscole in esso. Fatta questa operazione preliminare, il chiamante può dichiarare la carta che serve, del palo precedentemente dichiarato. Poi il gioco procede come spiegato sopra. Il chiamante acquisirà o perderà un punteggio triplo rispetto al socio e tutti gli altri giocatori. Questa variante è molto diffusa nel Palermitano e nel Randazzese. Un'ulteriore variante, tipica del Nisseno, consiste nel dichiarare direttamente la carta mancante, prima di prendere il monte, nella speranza di non trovare la stessa nel monte. Qualora ciò dovesse accadere, sono possibili 3 varianti, da decidere nel tavolo: 1) il chiamante si chiama in mano; 2) il chiamante può decidere di nominare socio un membro del tavolo; 3) viene attribuito come socio, il membro del tavolo immediatamente a destra.
In ogni caso il gioco procede come la classica Briscola Pazza, tenendo conto però che chi vince l'ultima mano, si aggiudica il monte; i valori delle carte contenute in esso concorrono al punteggio complessivo della squadra che lo ha guadagnato. Normalmente, perciò, il chiamante, cerca di mettere i propri carichi all'interno del monte, avendo cura di aggiudicarsi l'ultima mano.

## Briscola variante Venceslao
Variante diffusasi in Triveneto, che si differenzia dalla versione classica perché si gioca solo in tre e il seme di briscola può cambiare durante la partita. Sono principalmente due gli eventi che fanno cambiare la briscola, con effetto immediato: se durante una mano vengono giocate tre carte dello stesso seme quello diventa la briscola; se un giocatore pesca il due di spade (Venceslao) è tenuto a giocarlo immediatamente, e chi tra gli altri due giocatori è più rapido a toccarlo ha la possibilità di decidere il nuovo seme di briscola, con effetto immediato.
Il gioco presenta anche ulteriori varianti per garantirne equilibrio e giocabilità, come l'aggiunta della primiera (che vale gli stessi punti di un asso, cioè 11), la distribuzione delle carte senza che il mazziere conosca in un primo momento la briscola, la carta che permette di giocare una seconda mano sulla prima (fante di bastoni), la carta speciale due di bastoni (gambette), la possibilità di interrogare gli altri giocatori per assicurarsi che abbiamo seguito i cambi di briscola, e infine il Sodegerio, la carta che nella briscola classica è in fondo al mazzo ad indicare il seme di briscola. Nonostante le variazioni all'apparenza numerose, questa versione non è difficile da imparare anche se è generalmente considerata più dinamica e movimentata delle altre, e richiede perciò una maggiore concentrazione ai giocatori.
Altra caratteristica distintiva della Venceslao sta nel fatto che il giocatore che ha pescato il due di spade (Venceslao) può decidere di modificare la sua strategia e arrivare alla vittoria giocando "a perdere", ovvero finire la partita senza aver raccolto neanche un punto (primiera compresa). In questo caso egli ottiene quella che viene chiamata "Vittoria di Venceslao", totalizzando 131 punti e lasciando gli altri giocatori a zero. Per evitare questa eventualità, gli altri giocatori dovranno assicurarsi che il giocatore che ha pescato il Venceslao raccolga almeno qualche punto, in special modo quando diviene chiaro che il giocatore sta puntando a questo tipo di vittoria "a perdere".

## Briscola scoperta
Variante della briscola giocata in due è la briscola scoperta.

Le regole sono identiche a quelle della briscola, ma le carte sono posate sul tavolo scoperte quindi il gioco in due diventa più matematico e complesso nelle giocate.

## Mariaje o Cinquecento
La Mariaje (si pronuncia Mariage) è una variante della briscola con le stesse regole (stessi punteggi delle carte ecc.) ma con una piccola modifica: le accuse.

L'accusa è un extra al punteggio che si ottiene avendo in mano di Re (o 10) e Regina (o Cavallo) dello stesso seme. Se il seme comune di Re e Regina è uguale al seme all'atout (la carta messa a terra all'inizio della partita per designare il seme) il punteggio extra sarà di 40 punti, se è uno degli altri tre semi non corrispondenti a quello dell'atout allora l'extra sarà di 20 punti (Es: Se l'atout è di seme Denari e abbiamo un Re e una Regina entrambi denari l'extra al nostro punteggio sarà di 40, mentre se per esempio abbiamo come atout un seme bastoni e abbiamo in mano un Re e una Regina entrambi denari l'extra sarà solo di 20 punti).
Per ricordare l'extra del punteggio si usa girare una carta del proprio mazzetto (il nostro totale di carte prese) quando l'extra è di 20 punti, mentre due carte quando l'extra è di 40.
Questa variante del gioco, con questa aggiunta extra di punteggi, secondo alcuni rende la briscola più divertente essendoci una specie di "caccia" al Re e alla Regina per ottenere un'accusa.
Altra differenza dalla briscola è che, di norma, si consegue una vittoria totalizzando 150 punti.
Questa variante in alcune zone della Sicilia e della Lombardia assume il nome di "Marianna", e si gioca con 5 carte in mano; si gioca in due (con 4 carte che vanno a formare il monte e andranno a favore del giocatore che prende l'ultima mano compresi eventuali bonus di marianne contenute nello stesso) o in 4 a coppia.

## Mariaggia
La Mariaggia (o Mariangela, Mariaccia, Mariaggio) è un gioco di carte diffuso e praticato in tutta Italia.
Ha regole mutuate dalla briscola con la fondamentale differenza che si gioca a carte scoperte, analogamente alla .

### Regole
- La mariaggia si gioca in 2 giocatori con un mazzo da 40 carte italiane tradizionali (piacentine o napoletane).
- L'ordine gerarchico delle carte, dalla più alta alla più bassa, rispetta quello della briscola ed è il seguente: Asso, 3, re, cavallo, fante (la donna come alcuni chiamano la carta dal valore 8), 7, 6, 5, 4, 2.
- Anche il valore delle carte rispetta quelle della briscola l'Asso vale 11, il tre 10, il re 4, il cavallo 3 e il fante 2 punti.
- Possedere il re e il cavallo dello stesso seme per una mano fa accusare e quindi guadagnare 20 punti, il doppio se di la coppia re-cavallo (dette teste) è di briscola
- a tallone esaurito bisogna rispondere al seme (palo), cioè avendo una carta dello stesso seme della carta giocata dall'avversario si ha l'obbligo di giocarla, come nel gioco del tressette, anche se il seme è di briscola. In mancanza del seme si è obbligati a giocare briscola, se in possesso.
- Su taluni tavoli da gioco, è ammesso che il giocatore che prende dal tallone o possiede il 7 di briscola, lo può scambiare con la carta che indica la briscola in tavola.

Lo scopo del gioco è di arrivare primi al punteggio di 250 punti. È ammesso chiamarsi fuori (ovvero interrompere il gioco anche nel corso di una smazzata credendo di aver raggiunto i 250 punti). Nel caso in cui chi si chiama fuori si fosse sbagliato nel calcolare il punteggio e non abbia ancora raggiunto l'obiettivo, perde automaticamente la partita.

### Distribuzione
Il mazziere (a turno tra i giocatori, partendo solitamente da colui che in un preventivo sorteggio ha preso la carta più alta), dopo aver mescolato le carte e fatto tagliare all'avversario, gliene distribuisce 5 e quindi altrettante a sé, poi ne rigirerà una che da quel momento indicherà il seme di briscola.
Il resto del mazzo, che formerà il tallone, verrà posto scoperto sopra la carta di briscola in maniera che si possa vedere il valore della sola carta superiore.
Prima del gioco della carta i due giocatori devono scoprire le carte disponendole avanti a sé.

### Gioco della carta
Durante la mano, ogni giocatore muove una carta alla volta e la presa si completa quando tutti e due i giocatori hanno fornito la propria. L'avversario del mazziere inizia la prima mano e muove per primo. La presa spetta al giocatore che ha fornito la carta più alta nel seme di uscita, a meno che non sia stata giocata una briscola, nel qual caso predomina la carta di briscola più alta. Esaurita la presa, il giocatore che ha vinto la precedente dovrà riporre le carte della mano in maniera coperta, quindi prenderà per primo la carta dal tallone, cosa che farà subito dopo il suo avversario, ed allora muoverà per primo nella mano successiva. Tranne per le ultime cinque 'mani il gioco della carta è uguale a quello della briscola. Al termine della smazzata si dovranno contare i punti guadagnati con le carte prese sommati ai punti guadagnati con l'accusa.

## Schembil
La briscola Schembil (o anche Schenbil o Skinbil). Si tratta di una variante giocata a a sei giocatori divisi in due gruppi di tre persone, guidati da un rais. Analogamente alla briscola a coppie ci si siede in modo da non avere due compagni vicini. Per potere giocare con 6 giocatori, all'inizio del gioco vengono scartati i due in modo da avere 36 carte, anziché 40.
I giocatori si dispongono in senso antiorario al mazziere e vince la squadra che totalizza per prima un punteggio superiore a 60

## Varianti Veliterne
Le varianti veliterne hanno avuto origine a Velletri e sono diffuse nei paesi limitrofi.

### Briscola al buio
Nella briscola al buio le meccaniche di gioco restano le stesse, con la particolarità che in questa variante le carte vengono distribuite coperte sul tavolo senza essere mai rivelate, anche quelle pescate successivamente, ad eccezione della briscola. Ogni turno i giocatori rivelano una a scelta tra quelle che possiedono, che diviene quindi la carta giocata. Le carte del giocatore che ha pescato l'ultima carta del mazzo (la carta scoperta) vengono mischiate dall'avversario. 
Inoltre, ogni giocatore ha la possibilità di giocare il tutto per tutto dichiarando il nome di uno dei partecipanti (anche se stesso): se quest'ultimo possiede tra le sue carte il 3 di briscola, allora la partita si conclude con la propria vittoria, in caso contrario con la sconfitta. Quest'ultima regola può essere applicata se e solo se: 
- il 3 di briscola non è ancora stato giocato;
- il 3 di briscola non è la carta scoperta;
- non è stata pescata l'ultima carta del mazzo (la carta scoperta).

### "Il tre se dice"
Questa variante prevede un semplice cambio di regola che rende il 3 di briscola la carta più importante.
Chi lo possiede, fin dall'inizio o immediatamente dopo averlo pescato, deve dichiararlo. In aggiunta, il 3 di briscola prende anche sull'asso.
Tutte le altre regole e punteggi restano invariate.

### "A' sciabbola"
Similmente alla variante precedente, in questo caso si applicano alcune regole speciali riguardanti l'asso di spade (la sciabola), lasciando invariate tutte le altre regole standard.
Le particolarità sono le seguenti:
- L'asso di spade prende anche sull'asso di briscola e vale 22 punti;
- L'asso di spade vale 33 punti nel caso spade sia la briscola;
- L'asso di spade vale 44 punti nel caso sia proprio l'ultima carta del mazzo (la carta scoperta).